# Dzakar
Dzakar, Jakar (dzongka བྱ་ཀར་) – miasto w Bhutanie, stolica dystryktu Bumt'ang. W 2017 populacja miasta wynosiła 6243.